# 香港LGBT權益歷史年表
本列表記錄香港在LGBT權益上的歷史和發展歷程。

## 事件

### 1960年代
- 1969年，香港政府希望把英國同性性行為非刑事化的法例引進香港，但遭香港華人團體強烈反對而撤回。

### 1970年代
- 1977年，聖約翰大教堂牧師Stephen Sidebotham公開表示支持同性性行為「除罪化」。
- 1978年初，藝術中心總經理鄧禮勤及其妻於南華早報刊登公開信質詢政府，並呼籲市民反對有關懲罰同性戀的刑事法例。
- 1978年8月14日，執業律師杜菲涉嫌觸犯同性戀罪行被捕。杜菲投訴被警員誣害，案件於是交由因而成立的「特別小組」處理。後來杜菲認罪，入獄3年，1981年1月出獄。杜菲被捕後，向特別小組負責人布祿智警司透露，香港同性戀賣淫情況十分普遍，於是政府成立「特別調查小組」(SIU)調查介紹男妓的淫媒和淫辱男童的嫖客，更指明執法人員的同性性行為是「不能容忍」的。」。[1][2]

### 1980年代
- 1980年1月15日，麥樂倫五槍案發生，麥樂倫（John MacLennan）督察被發現反鎖何文田警察宿舍內，身中5槍身亡。早前他結識一名18歲的華裔青年，在元朗警察宿舍數度侵犯他不遂，事情輾轉被警方知道並介入調查，於1980年1月3日檢控麥樂倫8項粗獷性行為罪。麥樂倫五槍案在社會上引起了很大的迴響。因事件涉及外籍高官，各大英文報章更是大篇幅地追查此案，慢慢社會上形成一股銳不可擋的輿論壓力，促使政府成立調查委員會。調查委員會在134日的聆訊中，共有110名證人出庭作供，共有57份供詞，證供謄本多達13,000多頁，最終裁定麥樂倫死於自殺。港府亦再次考慮修訂同性戀的法例，並委任「法律改革委員會」進行有關研究。
- 1983年2月2日，警方專責辦理同性戀案件小組傳拘捕一名高級政府官員，及搜獲其寓所內之疑是色情物品。[3]
- 1983年6月8日「法律改革委員會」公佈「有關同性戀行為之法律研究報告書」，建議對於年逾二十一歲之男性雙方同意私下進行之同性戀活動，法律不予追究，但教唆未滿二十一歲人士受同性戀侵犯之罪行仍應予以保留。另外，建議將刑事罪條例內「賣淫」一詞之定義， 擴展至包括同性戀賣淫活動；並將當時保障年青女性之條例中提及「非法性交」一詞之定義，擴展至包括「同性肉體接觸」。[4]
- 1983年，以基督教青少年組織突破機構及蔡元雲醫生為首的教會勢力激烈反對委員會之建議，蔡元雲成立「各界關注同性戀法例聯合委員會」，出版《同性戀透視》[5]一書，認為同性戀是一種心理疾病，需要接受治療，並批評香港法律改革委員會漠視民意、公共衛生及社會道德。[6]
- 1984年3月24日，香港天主教青年聯會五名代表，前日往兩局呈交一份「反對同性戀合法化」意見書。[7]
- 1986年，十分一會成立。
- 1988年6月，香港政府發表了諮詢文件《有關同性戀罪行的法律應否修改？》，該文件列出了三項建議給市民的選擇：1.現行法律維持不變。 2.兩名男子彼此同意而私下進行的同性戀活動，可從刑法中刪除，但這項建議只適用於年齡在21歲以上的男性。 3.對彼此同意而私下進行同性性行為的成年人，減輕刑罰。[8]

### 1990年代
- 1990年7月，經過激烈辯論，終以31票對13票通過非刑事化。[9]
- 1991年3月22日，港府於憲報刊登非刑事化草案。
- 1991年7月11日，立法局終於在只有6票反對的情況下，正式通過非刑事化法例。[10]
- 1992年7月，基恩之家創立，是由一群香港同志基督徒組成的教會。前身為「十分一會」的宗教小組。[11]
- 1994年立法局議員胡紅玉以私人條例草案形式提出《平等機會條例草案》，建議立法禁止就身份及不同狀況所作出的歧視行為，當中包括「性別、家庭崗位、年齡、性傾向、種族、殘疾、政治及宗教理念」，1995年7月28日被立法局否決（24比31票）。[12][13]
- 1996年立法局議員劉千石再以私人條例草案形式重提《家庭崗位，性傾向及年齡平等機會條例草案》。1997年6月27日，以兩票之微（29對27），草案未能獲得通過。[14]
- 1998年，政府設立「平等機會(性傾向)資助計劃（页面存档备份，存于）」，資助各項有意義的社區活動計劃，藉以促進不同性傾向人士或跨性別人士享有平等機會，或為性小眾提供支援服務。[15]
- 1998年，政府在一九九八年編製了《消除性傾向歧視僱傭實務守則（页面存档备份，存于）》，協助僱傭雙方自我規管，以消除僱傭範疇中的歧視措施和行為，並促進人人無分性傾向而享有平等的就業機會。政府已承諾遵從該《守則》內所載的各項良好常規。

### 2000年代

#### 2000年
- 同志電影《攣攣少女心》海報因兩少女相擁露背被評為三級淫褻。

#### 2001年
- 5月6日，紅十字會舉辦活動時，彩虹行動、十分一會、新婦女協進會、紫藤及理工大學數名同學等一行廿多人，到場抗議新修訂的《捐血登記表格》，其中會問及其性傾向及性行為情況，歧視男同性戀者及性工作者，剝奪其捐血權利，要求作出修改。
- 7月5日立法會民政事務委員會屬下研究性傾向歧視問題小組提交報告，包括捐血、電影檢查及同性 肛 交及異性肛交兩項罪行的適用範圍。[16]

#### 2003年
- 8月17日，八名彩虹行動成員不滿《公教報》於2003年8月10日發表的評論文章，反對同性配偶有權爭取婚姻權利，以及指出不應賦予同性配偶法律地位及同性配偶領養兒童是「暴力」對待兒童等言論，有打壓同性戀者之嫌，到堅道天主教總堂抗議，釀成衝突。[17][18]

#### 2004年
- 9月，政府設立「少數性傾向人士論壇（页面存档备份，存于）」，為非政府組織與政府提供一個正式而固定的溝通渠道，就性小眾及跨性別人士的事宜交換意見。首次會議在二零零四年九月二十七日舉行。
- 11月，民政事務局委託弘達香港顧問有限公司進行一項有關市民對同性戀者看法的意見調查，在2005年10月22日至31日進行電話調查訪問工作。成功聯絡了2,068 名年齡介乎18歲至64歲的居港人士接受電話訪問。2006年3月發表調查報告（页面存档备份，存于）。

#### 2005年
- 2月，香港女同盟會及香港彩虹的義工前往旺角「榆林書店」，擺放由民政事務局資助的《她們的女情印記》小冊子於「榆林書店」門外的書架，供市民免費取閱，遭店員拒絕，店員表示由於書店的老闆有「基督教」背景，故不容許擺放有關「同性愛」的小冊子，店員更表示如發現有關「同性愛」的傳單擺放於書架，也會將它們「棄掉」。這些都是榆林書店的公司方針。
- 4月10日，香港女同盟會、香港彩虹、彩虹行動共十多名成員，到「榆林書店」遞交請願信抗議。[19]
- 4月29日，維護家庭聯盟發起聯署聲明表達反對性傾向歧視立法、捍衛一夫一妻、反對同性婚姻的立場，佔報章四版全版篇幅，約九千八百名市民及超過三百個團體聯署登報。[20]
- 5月16日，「第一屆國際反恐懼同性戀日」香港區遊行，有350名支持同志平權的朋友參與。
- 5月17日，明光社、性文化學會、維護家庭聯盟及中國基督教播道會透過該會網站、印製刊物及於2005年5月17日在明報刊登聲明，將《她們的女情印記》說為「大膽露骨，宣揚縱慾多於真愛，淫褻及不雅」色情刊物。[21]其後該書被淫褻物品審裁處評為第I類—既非淫褻亦非不雅。
- 6月，明光社極為不滿民間人權陣線安排七一遊行由同志組織帶頭拉橫額，擔心同性戀者的訴求成為焦點，發動友好杯葛遊行，[22]引起爭議。
- 8月24日，高等法院原訟庭法官夏正民宣布，《刑事罪行條例》中規定男同性戀的合法性行為的同意年齡為21歲，但女同性戀或異性戀則是16歲，違反了《香港基本法》及《人權法》中對平等權和隱私權的保障。[23]9月，政府宣布提出上訴。[24][25]
- 9月政府設立「性別認同及性傾向小組（页面存档备份，存于）」促進不同性傾向人士及跨性別人士的平等機會。

#### 2006年
- 3月3日，立法會民政事務委員會屬下研究性傾向歧視問題小組提交報告，認為政府就立法一事進行全面諮詢是適當時機[26]
- 何念祖（ Nigel Huckstep）(居港英國人)和他的同性伴侶甄建華希望在英國駐港總領事館辦理「公民結合」手續，為一旦生病對方可到醫院探望，一旦離世可讓對方繼承財產等實際考慮。但英國駐港總領事館需港府同意，才能提供有關服務。民政事務局表示，現階段不適宜同意讓同性戀者在本港的英國總領事館登記結合，因當局正進行有關反性傾向歧視立法的諮詢，不想被認為已有立場取向。[27][28]
- 7月香港電台於合家歡時段播放名為《同志‧戀人》的節目，該片紀錄了女同性戀者及同運領袖曹文傑的訪問，廣播事務管理局事後收到投訴，於2007年1月表示該片未有符合《通用業務守則》中紀錄片須「持平報道」的準則，不適合於合家歡時段播放。6月後曹文傑入稟法院投訴廣管局，2008年2月高院法官夏正民裁定廣管局的判決帶有性傾向歧視及產生對言論自由的不合理干預。[29]
- 由同志及人權組織撰寫的《香港同志平權報告》研究了 31宗涉嫌性傾向歧視個案，從校園到工作層面，從日常生活到公共政策，同志無處不被欺負。報告並進行了問卷調查，結果顯示公共政策方面的歧視最普遍， 51.2%受訪者稱曾在這方面受歧視。性權會主席邵國華說，報告反映了同性戀者受歧視的情況十分普遍，由輕微的取笑嘲諷，到嚴重的肢體暴力都有，他促請政府馬上立法，維護同志基本人權。民政事務局回應稱，當局現時對是否就性傾向歧視立法一事未有立場，也沒有時間表，政府會繼續聆聽公眾意見。[30]

- 9月20日，上訴庭的三位法官認同原訟庭法官夏正民的判決，認為男同性戀的合法性行為的同意年齡為21歲，但女同性戀或異性戀則是16歲的規定，違反了《香港基本法》及《人權法》中對平等權和隱私權的保障，並一致駁回政府對該案的上訴。[31]宗教團體要求政府再上訴[32]。但政府隨後表示會接納法院的判決及分析，不會向終審庭上訴。

- 12月，同運人士要求《家庭暴力條例》修訂，將同性伴侶加入受保護類別。

#### 2007年
- 政府向立法會提交《2007年家暴條例（修訂）條例草案》，表示不應將同性同居者納入條例保障，2008年6月二讀辯論期間，政府在沒有進行任何諮詢的情況下向立法會議員承諾將把同性同居者納入《家暴條例》保障範疇，因爭議聲音太大，政府舉行公聽會，2009年6月政府建議加入不涉及任何關於婚姻、配偶或夫妻的同居關係定義，12月三讀通過修訂，條例更名為《家庭及同居關係暴力條例》
- 3月15日，晚上8時於將軍澳電視廣播城舉行的行政長官選舉辯論中，香港電台的記者問兩名候選人(梁家傑及曾蔭權)，作為天主教徒，如何處理性傾向歧視的問題。梁家傑先回答，他表示，會透過立法解決問題，並與社會各界討論，作為特首會居中斡旋，取得平衡點。曾蔭權則表示，對於性傾向歧視問題，現時有國際公約保障，他強調，社會不容許任何歧視，無論是否天主教徒，都要面對現實，聽取各界聲音，在國際有關公約及《基本法》框架內立法。[33][34]

- 7月17日，在律政司司長訴丘旭龍案中，兩名男子丘旭龍和李錦全，涉嫌於私家車內作出非私下肛交，被香港律政司首次引用《刑事罪行條例》第118F作出檢控。裁判官指檢控條例帶有歧視成分而撤銷控罪，政府提出上訴，終院法官下判詞指香港的普通法中已有禁止市民在公眾地方作出猥褻行為的條例，根本不需要118F以區分男同性戀者，遂裁定有關條例違反《基本法》和《人權法》，撤銷兩人控罪，判無罪釋放。[35][36][37]

#### 2008年
- 8月6日，明光社、維護家庭聯盟及香港性文化學會等組織在《明報》及《AM730》等報章刊登了《維護家庭宣言》，重申家庭是天然及社會基本的單元，呼籲政府及立法會候選人明碓支持維護家庭及一男一女的婚姻政策。聯署的包括7048名個人，以及125個團體，當中多數為基督教堂會。[38]其後，數個同志團體到旺角明光社會址樓下示威，抗議《維護家庭宣言》內容歧視同性戀者。[39]
- 12月13日，多個團體發起的首屆「香港同志大遊行」[40]，遊行籌委會擬向城巴租用一輛開篷雙層巴士，帶領隊伍由銅鑼灣遊行到灣仔修頓球場，但城巴以要「顧及公司形象」為由拒絕。同志組織批評城巴歧視。[41]

#### 2009年
- 2月15日，維護公民社會價值，反對宗教右翼霸權大遊行，反宗教右翼團體（如恩福堂、明光社等）高調干預政治的做法，例如阻撓有關保護同性戀同居者。
- 3月，民主黨黃成智議員開記者召待會批評於2007年由愛滋病信託基金會資助的網站「highnsafe」鼓吹濫藥，及另一間獲愛滋病信託基金會資助的年輕男同志服務團體製作的刊物鼓吹同性戀。時事評論員吳志森在報刊斥責黃成智是別有用心，專門攻擊服務同志社群的非政府組織，以圖斷絕基金會對它們的資助。[42]
- 城市大學被揭封鎖校內電腦登入同性戀網站，學生批評校方阻礙學術研究和資訊流通，情況十份荒謬。[43]
- 11月1，舉行第2屆「香港同志大遊行」，有1,800人參加。[44]
- 12月16日，立法會三讀通過《2009家庭暴力（修訂）條例草案》[45]，2010年1月1日生效，[46]將同性同居者及前同性同居者納入《家庭暴力條例》的保障範圍，讓同居關係一方，不論同性或異性，可向法院申請強制令，免受另一方的騷擾。條例同時更名為《家庭及同居關係暴力條例》。[47]

### 2010年代

#### 2010年
- 因缺乏經費，「香港同志大遊行」停辦。[48]
- 1月3日，據《蘋果日報》報導，深水灣鄉村俱樂部（Hong Kong Country Club），被指歧視同性戀人士。俱樂部表示正檢視是否給予會員未婚的另一半，同樣可享受會員優惠，但強調同性伴侶就沒此優惠。有同志組織批評，俱樂部做法是歧視同性戀人士。[49]
- 10月5日，一名接受變性手術、由男變女的香港居民，因為出生證明所寫的性別仍然是男性，到婚姻登記處與另一名男子註冊結婚時被拒絕，而申請司法覆核，在高等法院被裁定敗訴。[50]其後變性人提出上訴，2011年10月上訴庭重審，但最終維持原判。[51][52]

#### 2011年
- 5月15日，第7屆國際不再恐同日香港區集會在銅鑼灣東角道行人專用區舉行，大會主題是「與生俱來」。現場有展覽、舞蹈等活動，大會安排約20分鐘的舞蹈。台上的Dancing angels跳到一半，約20名軍裝警員指他們沒申領公眾娛樂場所牌照，要求停止跳舞活動，否則警察保留起訴權利。語畢即開腳架、開攝影機進行拍攝。主辦單位認為警察的舉動極不合理。[53]
- 男同性戀者陳志全加入立法會，並表示會在會議中積極推動同運

#### 2012年
- 1月16日，《性傾向歧視條例》啟動立法受到攔截，由同運團體香港女同盟會、大同和彩虹行動組成「爭取性傾向歧視條例陣線」推出了民間的《性傾向歧視條例建議書[54]》，內容囊括了教育、貨品及服務提供、騷擾及中傷，與外地相關法例類似。[55]
- 3月，W小姐上訴至終審法院，2013年5月終審法院以四對一裁定變性人有結婚權利
- 06月，林以諾牧師，近日在佈道會上，竟將同性戀與吸毒、賭博和爆竊等罪行相提並論。一眾藝人包括已出櫃的黃耀明、潮人黃偉文及何韻詩等群起圍插林以諾。[56]
- 7月，平機會主席林煥光被委任作行會召集人。
- 11月7日，工黨立法會議員何秀蘭提出議案並經陳志全修正下，動議要求啟動《性傾向歧視條例》立法。明光社發起聯署反對作公眾諮詢。
- 11月10日，第5屆同志遊行。人數創新高。
- 11月上訴庭駁回W小姐上訴，指出W案涉及修改婚姻法例的內容，引起公眾爭議應交立法當局處理；

#### 2013年
- 1月4日，明光社發起網上聯署 基督教對同性戀的立場書。[57]
- 1月13日，在政府總部及立法會外，愛家共融祈禱音樂會[58]
- 1月16日，爭取性傾向歧視立法陣線成立，提供性傾向歧視條例建議書及聯署。[59]
- 1月，特首梁振英新一份施政報告，將表明研究是否就《性傾向歧視條例》立法進行諮詢，消息透露，當局研究是否就此進行諮詢，前提是要締造公平社會；由於現行的反歧視條例，只規管涉及教育、僱傭及服務等範圍，不會涉及社會最爭議的一夫一妻制，令當局有信心減低諮詢的反彈。反對立法組織近期已大舉向政府施壓，基督教團體更在（13日）舉行反立法音樂會，企圖連諮詢亦「封殺」。結果沒有任何諮詢。[60][61]
- 3月17日，彩虹約章 — 共建同志友善教會[62][63]
- 4月1日，平機會主席周一嶽在上場後即表明會在任內推動立法，並多次投稿《明報》論壇版。[64]
- 4月1日，大愛同盟（英文：BigLove Alliance）成立，為香港一個爭取同性戀權利的組織。
- 5月13日，變性人W獲裁定勝訴，可以根據現行一男一女的婚姻法，以變性後的性別身分與男友結婚，法庭暫緩裁決一年，讓政府有時間制定相關政策。W訴婚姻登記官
- 5月，真愛同行牧養約章。[65]
- 5月，聖保羅男女中學於上周四舉行中五宗教課講座，題為「Is Homosexuality inborn or acquired？」（同性戀是先天抑或後天所致？）」，由明光社董事康貴華醫生主講。該校指講座無既定立場或「洗腦」，但有學生不滿內容反覆指同性戀可治療，立場偏頗。[66]
- 6月10日，成立消除歧視性小眾諮詢小組。[67]13席中只有五席為同運支持者。
- 9月16日，祖籍南美的Sasha入境遭不人道對侍。[68]
- 11月9日，第6屆同志遊行，參與人數創新高。[69]

#### 2014年
- 1月24日，《明報》報道沙田的基督教國際學校（ICS）要求學校員工跟隨《聖經》的道德標準，列明「從事任何形式的同性戀、亂倫、通姦、易服癖、人獸交、另一種性別認同、沉迷色情或任何會違反《聖經》性純潔、或違反一男一女婚姻的行為」都是違反操守，並要求教職員簽署。此舉被立法會議員陳志全指涉及性傾向歧視；《蘋果日報》描述學校的做法是「公然歧視同志教師」；同運組織大愛同盟以聲明譴責學校干預員工性傾向（事實應為同性戀行為），又認為聲明書參照《聖經》中把「同性戀與亂倫、通姦和人獸交」相提並論，屬誤導及歧視。教育局向立法會提交文件促請學校遵守《消除性傾向歧視僱傭實務守則》──當中訂明僱主應在招聘、晉升、調職、培訓、解僱、裁員，以及釐訂僱傭條款等，採用劃一甄選準則，不應提及「性傾向」。人權律師莊耀洸在訪問中，指學校不理教育局呼籲，有機會被「殺校」。
- 2月下旬，香港67個團體聯合向聯合國提交一份影子報告，分析和評論香港履行《消除對婦女一切形式歧視公約》（CEDAW）責任的情況，當中包括了彩虹行動和粉紅同盟，內容是促請聯合國向政府施壓，就性傾向及性別認同歧視立法草擬和制訂時間表。
- 3月9日，「香港性小眾平權聯盟」[70]推出全文共廿二頁的《性傾向及性別認同歧視條例[71]》立法建議書。在《中大學生報》的訪問中[72]，兩個聯盟認為建議書的最大差異，在於後者有性別認同部份和宗教豁免條款。
- 3月2日成立新的同運組織「虹雙囍」，兩對在外地已婚的同性戀伴侶，其階段性目標是先爭取「承認外地已註冊的同性婚姻」，繼而爭取「爭取香港容許同性婚姻」。該組織的同志伴侶其中一人來港工作，另一人則未能以「伴侶」身份隨行留港，要隔三個月出入境一次，重新申請簽證。
- 3月，學運與同運兩者結連起來。在2013年，「同志公民」facebook專頁主辦了「Action Q大專撐同志」行動，[行動的主辦團體單位為同志公民，而協辦團體包括了香港教育學院學生會、香港大學 Queer Straight Alliance (QSA), 中大性/別關注組及科大行動。]2014年3月該行動正式命名為「大專同志行動Action Q」，他們在專頁上自稱為「跨院校的同志平權團體」，[73]第一屆幹事有十人。[74]曾有超過三百名成員參與同志遊行，並會擺放街站，他們又到台灣進行同志議題的交流，本年台灣的同志大遊行，大專同志行動與立法會議員陳志全到台灣，舉起六色彩虹旗和黃色雨傘，代表著民主運動和同志運動的一種緊扣關係（台灣則有太陽花學運與性別平權運動）。在婚姻條例修訂的公聽會中他們亦曾派員發言。[75]
- 3月，香港基督徒學會、女同學社、同志公民得到政內局基金，出版《同志及跨性別平權報告[76]》，建議推動該兩條歧視法。
- 4月23日，政府提交《婚姻（修訂）條例草案》予立法會辯論，立法會最後於10月22日以40票反對（包括泛民、民建聯、自由黨、經民聯）的票數，否決《2014年婚姻（修訂）條例草案》恢復二讀辯論的議案。
- 5月9日，區選前夕，天主教湯漢樞機向信眾發出牧函，呼籲信徒參與區議會投票時，要考慮候選人及其所屬政黨對家庭和婚姻議題，以及對引進「性傾向歧視條例」（SODO）的立場，並以此作為選舉議員的其中一個重要指標。 此一公告引來各界齊聲譴責牧函歧視性小眾。[77][78][79]
- 5月，平機會宣佈進行「有關立法禁止性傾向、性別認同及雙性人身份歧視的可行性研究」。值得留意的是，研究範疇由過往的「性傾向」（女男同性戀LG、雙性戀B），進而擴展至「性別認同」（變性人Ts、跨性別Tg）和雙性人（Intersex，即雌雄同體、陰陽人）等範疇。
- 5月，大同、香港女同盟會、彩虹行動於5月以「三年衝刺 打倒歧視 爭取立法 必不可少」的主題舉辦國際不再恐同日（IDAHOT, International Day Against Homophobia & Transphobia）。 活動主辦單位在銅鑼灣記利佐治街設置了一條隧道，內裡播放一些被歧視者的經歷的錄音，讓途人理解同志的處境。
- 6月，香港數個同運團體，當中包括兩個匿名組織、跨性別權益會、彩虹行動、跨性別資源中心、香港女同盟會等參與了一份由超過500個非政府組織發起的聯合聲明，提交至第二十六屆聯合國人權理事會。[80]其後於10月在聯合國《消除對婦女一切形式歧視公約》的審議會中，粉紅同盟及跨性別資源中心以「聯合國婦女權利民間代表團」成員的名義，親身於瑞士日內瓦出席委員會並發言，他們於出發前曾於金鐘佔領區「連儂牆」前舉行記者會。
- 6月，「Pink Dot 一點粉紅2014」活動源自新加坡，6月由大愛同盟和粉紅同盟於香港合辦，而香港小童群益會性向無限計劃則協辦，活動並獲得美銀美林、巴克萊銀行、安永會計師事務所、高盛、摩根大通、澳新銀行、Google等多所跨國企業贊助；同時亦獲得一些藝人和知名人士支持，而黃耀明、何韻詩、趙式芝、杜德偉、馬詩慧、王曼喜、C AllStar等擔任粉紅大使。明光社發出WhatsApp訊息，提醒家長留意小童群益會的支持同志活動，引起不少人中傷該會，呼籲家長杯葛。社工界斥有人干預群益會工作，是霸權行為及性傾向歧視，已發動聯署聲援，至今有逾850人簽名。[81]
- 7月至10月平機會歧視條例檢討」舉行諮詢。諮詢包括把同性同居加入事實婚姻。[82]
- 8月，平機會歧視條例檢討諮詢如火如荼，但主理是次諮詢、本身是基督徒的總平等機會主任束健銘，卻私下「通水」動員教友去信平機會，抵銷同志團體的意見，更自製信件範本供教友使用，事前未有向平機會申報。[83][84]公務員事務局前局長王永平認為，公職人員不應因為個人信仰而影響處理工作時的中立身份，又指按照目前的證據，平機會應展開獨立調查；中文大學政治與行政學系高級講師蔡子強則批評束健銘進行政治動員，令人質疑其中立性，行為不適當，打擊是次諮詢的公信力。[85]
- 9月，在九月啟動的罷課運動《罷課不罷學》中，也顯示出學運、民運和同志運動相同。在義教的講座中，我們可見有些以同運論述為主題的講學，Hkclassboycott 2014 頻道（页面存档备份，存于） 包括了陳效能主講的「中港關係論述中的家庭及性別倫理的建構與解讀」、何式凝主講的「愛慾與民主：尋「真愛」難，還是爭「真普選」難？」、 學人。性。聯盟（梁偉怡、金曄路、賴婉琪及大專同志行動代表）主講的「我城。我性，關我Q事」等。
- 11月，香港同志遊行參與人數創下9,000人新高。時值學運期間，學聯和大專同志行動等組織皆有參與遊行，兩個學生組織代表亦有為大會站台演講。參加者除了LGBT，還有雙性人（Intersex）、直同志（支持同運的異性戀者）、內地的同妻組織（同性戀者基於社會壓力所娶而卻被冷落了的異性戀妻子）及變裝者（Drag Queen）等
- 12月5日，高等法院於2005年裁定，現行《刑事罪行條例》中針對16歲至21歲以下男性進行同性肛交違法的條文是違憲，因而宣告無效。律政司終向立法會提交文件修訂法例，將男同志性行為年齡定於16歲，相關條例草案於11 月26 日在立法會三讀通過，並於12 月5 日刊憲，並同日生效。[86]

#### 2015年
- 3月8日，韋智達急需尋找訴訟人，循司法覆核挑戰香港入境政策中申請居留者須為「配偶」的要求。[87]
- 5月27日，5月時香港教育學院得平機會資助，發表「同性／雙性戀及跨性別中學生在校園遇到的騷擾和歧視經歷」研究報告，內容關注學界的欺凌問題。[88]一週後，來自教育、社福、法律及醫學界的專業人士召開記者會回應報告，擔心報告的提議會產生更多偏見，並在會中提出如何加強關愛教育、正視欺凌問題。
- 5月，一宗司法覆核案5月時開審，來港工作的SS曾在英國與QT透過民事結合註冊為法定的同性伴侶，QT隨後兩次向香港入境處申請受養人簽證被拒，因為入境處政策中的「配偶（spouse）」泛指男女結合的異性婚姻。[89][90]
- ，一名高級入境事務主任梁俊光（譯音）於2014年在新西蘭與男友Scott Paul Adams註冊結婚，其後向公務員事務局更新他的婚姻狀況，並以配偶身份向稅務局報稅，但兩者均被拒，於是提出司法覆核，爭取其伴侶能享有已婚公務員配偶的福利及津貼。[91]
- 5月15日，社商賢匯揭曉香港十大同志共融僱主（页面存档备份，存于）
- 6月，政府6月曾就《電子健康紀錄互通系統條例草案》進行辯論，政府接納加入「同住者」作為代決人的意見。法例保障擴闊至同住者，不論其性傾向、關係特徵。但何秀蘭則在社交平台聲稱此舉肯定了「同志友善及接納平權」。[92][93]
- ，跨性別人士Joanne加入民主黨 推動平權議題 望參選 [94]
- 11月5日，天主教香港教區主教湯漢樞機發表牧函，提醒各堂區的教友在各個選舉中考慮候選人時，須考慮他們對家庭、婚姻及《性傾向歧視條例》（SODO）的立場。[95][96]
- 12月31日，政制及內地事務局轄下的「消除歧視性小眾諮詢小組」於2015年最後一日向政府提交工作報告，提出五方面的建議，包括：為特定範疇人員提供培訓及資源；推行不歧視性小眾約章；加強宣傳活動；檢討並加強支援服務以應對性小眾的特定需要，以及進一步研究其他國家推行立法和非立法措施的經驗，作日後諮詢之用。[97]小組13名成員中有7名曾明顯支持訂立性傾向歧視法。報告出台後有13個同運團體隨即召開記者會，不滿報告沒為性傾向歧視條例展開立法工作，其中3名有參與諮詢小組的成員要求在報告中除名以示不滿。[98]
- 6月，美國6月通過同性婚姻後，「大愛同盟」發起人之一何秀蘭於港台節目中承認，要社會完成同意同性婚姻很困難，所以法例的改變要快過社會改變，希望透過法院的裁決或議會，把不能接受平權的人改變過來。平機會主席周一嶽當時則表示，香港須要討論同性婚姻。
- 每年5月、9月、11月均有同志大型集會。5月，大同、女同盟會、香港彩虹等以「同志家暴」為題在銅鑼灣開設攤檔；至於粉紅同盟、大專同志行動、各大專學院學生會、跨性別資源中心等則以「免費擁抱雙性人」作招徠，同一天晚上在尖沙咀碼頭舉行活動。9月，參照新加坡的「一點粉紅」運動於添馬公園舉行，主辦單位表示當天超過15,000人參加，周一嶽和一些支持同志的藝人都穿上粉紅衣參與支持。11月的同志遊行，主辦單位表示約有9,500人參加，台上有10多個歐美駐港領事館代表及歐盟辦事處代表高調發言撐場。[14]

#### 2016年
- 1月平機會發表「有關立法禁止性傾向、性別認同及雙性人身份歧視的研究報告（页面存档备份，存于）[99][100]」，指歧視情況嚴重，立法刻不容緩。
- 3月29日，平等機會委員會（平機會）今天（2016年3月29日）向政府提交了一連串有關改革現有四條反歧視條例的建議。平機會所作出的建議，乃經過多個月來歧視條例檢討的工作，包括進行為期四個月、於2014年10月31日結束的公眾諮詢，有關檢討乃為了簡化、理順各反歧視條例，使之與時並進。，[101][102]
- 12月，中環滙豐總行自12月開始在廣場擺放了一對彩虹獅子，目的是對不同性向及跨性別人士表示支持。[103]
- 香港政府准許駐港的外國領事館人員，只需出示文件證明自己與同性配偶的關係，便可為其配偶申請留港簽證，其伴侶毋須工作證便可留港工作。[104]
- 周一嶽卸任後，陳章明接任平機會主席，其立場一直曖昧。[105]他出席5月的同志集會時表示，一年內就《性傾向歧視條例》立法展開公眾諮詢合理。後來，他又澄清自己在立法問題上保持中立。[106]數月後陳又提到政府要立法基本保障性小眾不受欺凌。[107]到11月，陳在支持立法的香港同志遊行終點現身。
- 平機會稱已與康文署商討，推動改裝殘疾人士廁所為「中性廁所」，並更改標誌，讓跨性別人士使用，並會於轄下的泳池及公廁逐步進行。[107]復康組織表示憂慮並反對。康文署其後澄清未來考慮額外增加無分性別的「通用洗手間」，並沒有計劃改建現時的殘疾人士廁所。[108]

#### 2017年
- 3月，迪士尼出品的真人版《美女與野獸》（Beauty and The Beast）本月16日在港上映，電影被定為第一級。原本童話故事的劇情，迪士尼今次破天荒首度加插了男僕人愛上男主人的斷背情節，此舉惹來海外與香港家長團體不滿，認為有教壞細路之嫌，群起聯署反對，同時發起杯葛迪士尼及簽名運動，短短24小時已超過25,000人簽名支持。[109]
- 4月，何君堯昨日在一個有關《基本法》活動上表示，LGBT合法化會容許男男及女女婚姻，認為法案如同「洪水猛獸」，擔心將來會演變成容許人獸交及亂倫，強調會顛覆中國人傳統價值觀，更直接威脅人類延續下一代的基本權利。何續質疑，LGBT立法會違反《基本法》，建議法案經立法會通過後，基本法委員會應向全國人大常委會備案，而人大常委會亦有權推翻經立法會通過的法案。[110]
- 5月，立法會審議規管骨灰龕場營運的《私營骨灰安置所條例草案》。草案的爭議點，是應否讓海外結婚的同性伴侶列入親屬及「相關人士」定義，讓同性伴侶有權取回骨灰。議員何君堯反對有關建議，他更引用《中山狼傳》的寓言故事，將同性戀暗喻成畜牲，「呢啲咁嘅畜牲，你點可以對佢有仁慈之心？」引發各方爭議。嶺大學生會發出聲明。批評身兼嶺南大學校董的何君堯。何君堯指：「我唔係對性小眾不恭不敬，我唔好嗰味嘢，你哋（學生會）好就冇問題吖。你支持係你嘅事，我唔支持係我嘅自由。」直斥學生「豈有此理」、「讀屎片」，又指若以他為恥「唔好讀嶺南，退學啦」。[111]
- 5月，一直反對同性婚姻合法化的民建聯立法會議員周浩鼎，獲特首梁振英再度委任為平機會委員。政府公布平機會委員名單後，「關注平機會委任聯盟」今日發出新聞稿，稱41個組織連同3個政黨及19名立法會議員聯署發表譴責聲明，反對梁振英委作周浩鼎為平機會委員，並強烈要求周浩鼎立即辭去委員職務。平機會回應有關聯署，指平機會主席陳章明早前已和周浩鼎接觸，提醒他有關尊重集體責任的原則。[112]
- 5月，高級入境事務主任梁鎮罡2014年與同性伴侶在新西蘭註冊結婚，回港後向公務員事務局更新其婚姻狀况遭拒，其同性伴侶未能享有公務員配偶福利及津貼，兩人亦未能以配偶身分合併評稅。梁鎮罡為此提司法覆核，高院早前裁定局方的決定歧視，認為同性伴侶應享福利及津貼，意味同志公務員日後在海外與伴侶註冊結婚後，可為同性配偶向港府申請相關福利。律政司提上訴。[113]
- 6月23日，性別承認跨部門工作小組發表關於性別承認的諮詢文件，並就性別承認議題徵求社會各界的意見。[114][115]
- 6月30日，同性戀議員陳志全在黑紫荊行動記者會後，被一名女士以性傾向侮辱。[116]
- 6月，高等法院早前拒絕英籍女同志QT，司法覆核本港入境處拒絕批出受養人簽證（dependant visa），讓她隨同性配偶SS來港，上訴庭本月中審理QT的上訴。12間國際金融機構已向本港上訴庭申請，以「介入人」（intervenor）身份參與QT的上訴，並向法庭解釋目前的簽證制度，未能申請海外結合同性伴侶來港的影響，同時補充QT案的法律理據。[117]
- 7月，一名跨性別女性在大圍港鐵站跳橋輕生，經搶救後不治。引發各方對傳媒報導跨性別方法之討論。[118]
- 7月，平機會委員民建聯立法會議員周浩鼎舉行了一場「反對同性婚姻合法化研討會」，並邀請了明光社等反同組織的代表參與，席間與會者提出同婚合法化將導致亂倫非刑事化等觀點。周浩鼎在會上重申要守護一男一女婚姻制度，又批評同性婚姻合法化將動搖社會。[119]關懷愛滋同志服務發起一人一信向平機會設訴。[120]
- 9月25日
  - 醫管局將原本永久暫緩男同性戀者捐血的規則，修改為一年暫緩期限，即是捐血前一年內沒有「男男性行為」，就可以捐血。[121]
  - 高等法院上訴庭裁定QT上訴得直。[122]
- 10月19日，梁鎮罡案法官今頒發判令，拒絕把判令延伸至梁及其同性配偶兩人之外。[123]
- 10月22日，一點粉紅。
- 10月30日，性別承認議題公眾諮詢期延長至十二月三十一日。[124]
- 10月31日，香港獲得2022年同志運動會主办權。[125]
- 11月1日，入境處對QT案提出上訴許可申請。[126]
- 12月31日，跨性別資源中心黃埔會址開幕。[127]

#### 2018年
- 1月27日，東華三院設立的24小時多元性傾向及性別認同支援熱線，同一線。[128]
- 2月11日，浸大傳播系助理教授楊天逸博士，超過一半受訪市民接受同性戀及認同防止性傾向歧視的需要；反對同性婚姻的比率則接近四成。[129]
- 4月，逾30金融機構律師樓申請介入案件　支持同性伴侶應獲受養人簽證。[130]
- 4月，任命何熙怡女男爵及麥嘉琳女士為終審法院其他普通法適用地區非常任法官。何熙怡在英國一直支持民事結合和同性婚姻，她的判例曾在香港的QT案及梁鎮罡案中被引用，港府亦被裁定間接歧視同性伴侶。麥嘉琳則曾批准加拿大的民事結婚法案（即同性婚姻）。在立法會資深司法任命建議小組委員會開時會，多名建制派議員表示收到反對意見，指兩名候任女法官支持同志平權，擔心本港若出現同性婚姻案件，終審法院判決會偏頗。[131]
- 6月19日，公共圖書館已安排10本有同性戀和跨性別議題相關的兒童書籍存放於閉架，讀者可向職員索閱及外借有關書籍。[132]
- 8月4日，在港販毒被囚的菲籍跨性別者3年前提出司法覆核，高院昨頒下判辭，裁定申請人部分勝訴。[133]
- 8月23日，社會民主連線聯署.[134]
- 8月24日，一名代號MK的女同志，認為香港並無讓同性伴侶締結的相關機制，因而提出司法覆核。[135]
- 11月24日，一對香港土生土長男同志伴侶在加拿大締結同性婚姻後，回港以兩人家庭名義申請公屋。不過，申請仍被拒，故提出司法覆核挑戰房署決定。（入稟編號：HCAL2647/18）[136]
- 11月，陳志全立法會提出要求政府研究制訂同性締結的政策議案辯論，原議案與其他修正案同被否決。[137]
- 12月，中原集團主席施永青於《am730》專欄表示，平權運動分子應該適可而止。[138]

#### 2019年
- 1月4日，兩對年輕男同志入稟，要求香港同性婚姻合法化。[139]

- 2月1日,三名跨性別人士早前提出司法覆核，不滿入境處以他們未完成性別重置手術為由，拒絕更改身份證上性別。高等法院指，身份證上的性別不單屬私人權利，亦牽涉重大公眾利益，判三人敗訴。[140]

- 3月20日,海洋公園台灣facebook網頁發放了一張倣效電影《春光乍洩》的宣傳照，相中兩男士依偎在一起，照片引起熱話。帖文圖片模仿當年《春光乍洩》電影海報，可見有兩名男子身穿背心、四角褲站在天台相擁，背後以海洋公園做背景。「HEHE」相擁畫名隨即惹來網民討論，有人大讚海洋公園敢以同志作宣傳，「太棒了！一定要支持！這才是多元的世界」、「這是絕對非常值得支持！難得不怕世俗眼光不怕被道德人士投訴不怕一出就要下架。本來想說這輩子都不再去海洋公園，現在唯有支持一下」；更有人提議園方可以平權作招徠「 兩個男一起去會否有折，彩虹月推廣 有得諗，萬聖節活動唔再Work」。不過亦有人批評廣告題材敏感、意識不良，直言「如果那邊都是男男......那我不想去......」。性傾向條例家校關注組批評照片內容鼓吹同性戀意識，鼓勵市民向園方及特首投訴，並要求將帖子下架。[141]

- 3月25日,東華三院前主席王賢誌指，曾向律政司司長鄭若驊提問香港同性婚姻何時可以合法化，對方回覆是「一定會有，因為是大勢所趨，不過是時間的問題。」其後，鄭透過新聞秘書回覆傳媒，指司長在出席活動時有簡單闡述性別承認議題立場。[來源請求]有立法會議員促請司長不要隨便就同性婚姻表態，因現時仍有相關官司進行中。[142]

- 4月11日,新任平機會主席朱敏健於4月履新，為期3年。今日記者會上，被多次問到是否支持性傾向歧視及同性婚姻立法，朱敏健認為，同性婚姻是基本權利，但要考慮多方因素，若草率立法，未能達致人心歸附，社會沒共識，也不能保障少數人的權益。[143]

#### 2022年
- 8月24日，岑子杰訴律政司司長案一案獲香港高等法院上訴庭批准上訴，要求終審法院就港府拒絕承認海外同性婚姻或民事伴侶關係作出裁決[144][145]。

#### 2023年
- 2月6日，謝浩霖訴入境事務處處長案一案上訴得直。香港終審法院裁定原告人、跨性別人士謝浩霖勝訴，並推翻下級法院的判決，允許其在未進行全面變性手術的情況下更改身份證上性別標記和指出入境處要求變性人進行全面變性手術後才能更改性別的政策違憲[146][147]。
- 9月5日，岑子杰訴律政司司長案獲終審法院裁定部分勝訴。終院5名法官裁定香港法律沒有提供任何替代途徑，在法律上承認同性伴侶關係屬違憲，有關命令暫緩兩年執行。至於岑另挑戰香港不承認同性婚姻，及不承認外地同性婚姻屬違憲，則被終院一致駁回。[148]
- 11月4日, 第十一屆同樂運動會第一次在亞洲舉辦.